# Лучицкая, Анжелина Болеславовна
Анжелина Болеславовна Лучицкая (10 августа 1900, Баку — 1 сентября 1987, Чернигов) — советская украинская театральная актриса. Заслуженная артистка Украинской ССР (1949).

## Биография
Родилась в 1900 году в Баку, Российская империя. Из театральной династии Лучицких.
Сценическую деятельность начала в театральной труппе своего отца — Болеслава Оршанова-Лучинского.
Актриса разностороннего сценического диапазона, исполняла роли характерные и комедийные, лирические и трагические.
В 1938—1959 годах — актриса Нежинского украинского музыкально-драматического театра имени М. Коцюбинского. Была соосновательницей этого театра вместе с братом — худруком Борисом Лучицким и мужем — директором Юрием Назаровым. На сцене театра сыграла более 200 ролей.
В годы Великой Отечественной войны выступала перед военными в госпиталях, на вокзалах, перед трудовыми коллективами.
В 1949 году присвоено звание Заслуженной артистки Украинской ССР.
В 1959—1963 годах — актриса Черниговского украинского музыкально-драматического театра им. Т. Шевченко.
Умерла в 1987 году в Чернигове.
Племянница Владислава Лучицкого-Данченко.